# Andorra (album)
 (avril 2025).
Albums de Caribou
The Milk of Human Kindness
(2005) Swim
(2010)
Andorra est un album de Caribou sorti en août 2007. Le 29 septembre 2008, l'album a gagné le Polaris Music Prize au Canada.

## Liste des pistes
1. Melody day - 3:52
2. Sandy - 4:10
3. After hours - 6:15
4. She's the one - 4:04
5. Desiree - 4:12
6. Eli - 3:21
7. Sundialing - 4:40
8. Irene - 3:40
9. Niobe - 8:51